# The Two Fathers (film 1910)
The Two Fathers è un cortometraggio muto del 1910 diretto da Theo Frenkel.

## Trama
Un musicista si riduce a diventare un suonatore ambulante quando finisce sul lastrico per onorare un documento del cognato.

## Produzione
Il film fu prodotto dalla Hepworth.

## Distribuzione
Distribuito dalla Hepworth, il film - un cortometraggio di 228,6 metri - uscì nelle sale cinematografiche britanniche nel giugno 1910.
Si conoscono pochi dati del film che, prodotto dalla Hepworth, fu distrutto nel 1924 dallo stesso produttore, Cecil M. Hepworth. Fallito, in gravissime difficoltà finanziarie, il produttore pensò in questo modo di poter almeno recuperare il nitrato d'argento della pellicola.